# بکووا
بکووا (به صربی: Bekova) یک منطقهٔ مسکونی در صربستان است که در نووی پازار واقع شده‌است.